# Guishan Dao
Guishan Dao (kinesiska: 桂山岛) är en ö i Kina. Den ligger i provinsen Guangdong, i den södra delen av landet, omkring 120 kilometer sydost om provinshuvudstaden Guangzhou. Arean är 4,0 kvadratkilometer. Den sträcker sig 3,2 kilometer i nord-sydlig riktning, och 2,4 kilometer i öst-västlig riktning.
Genomsnittlig årsnederbörd är 2 326 millimeter. Den regnigaste månaden är maj, med i genomsnitt 472 mm nederbörd, och den torraste är januari, med 25 mm nederbörd.